# Y una cosa más...
Y una cosa más… (título original And Another Thing…) es el título de la sexta entrega de la serie de novelas de ciencia ficción humorística Guía del autoestopista galáctico escrita originalmente por Douglas Adams. El libro, escrito por Eoin Colfer, autor de Artemis Fowl, fue publicado en el trigésimo aniversario del primer libro, el 12 de octubre de 2009, en tapa dura. Fue publicado por Penguin Books en el Reino Unido y por Hyperion Books en los EE. UU. Colfer escribió el libro con el permiso de la viuda de Adams, Jane Belson. A diferencia de las otras obras de la saga, el título no es una cita de la primera novela, sino de Hasta luego, y gracias por el pescado, concretamente del tercer capítulo, en el que aparece el siguiente pasaje:

La tormenta había cesado definitivamente, y lo que había ahora era un trueno se quejó por las colinas más lejanas, como un hombre diciendo: "Y otra cosa…" Veinte minutos después de admitir que había perdido el argumento.
Douglas Adams Hasta luego, y gracias por el pescado 

## Antecedentes
Antes de su muerte, Adams había expresado la necesidad de continuar la historia:

Sospecho que en algún momento en el futuro voy a escribir una sexto libro Hitchhiker… La gente ha dicho, con razón, que Informe sobre la Tierra: fundamentalmente inofensiva es un libro muy triste. Y era un libro sombrío. Me gustaría terminar Hitchhiker en un tono ligeramente más optimista, así que cinco parece ser un tipo equivocado de número, seis es un mejor tipo de número.

## Argumento
And another thing… empieza donde terminó Informe sobre la Tierra: fundamentalmente inofensiva, con Arthur Dent, Ford Prefect, Tricia McMillan, y Random Dent de pie en el Club " Stavro Mueller's Beta" en la Tierra alterna que está a punto de ser destruida por el Grebulones bajo la influencia de la Vogones. La Guía Mark II, siguiendo las señales mentales de su maestro secundario, Random, atrapa a Arthur, Ford, Trillian y a Random en una “construcción” simulada en el que pueden vivir lo que quieran, al mismo tiempo que en la vida real la Tierra está siendo destruida.
Quedándose sin energía para mantener su “realidad” y su lugar en el tiempo después de lo que les parecen ser décadas, el Mark II llama a todos, les informa de lo sucedido, y dice que tienen que volver a la realidad - y la muerte inminente a manos de la Grebulones. Tricia y más tarde Mark II son eliminados por los Grebulones, un destino supuesto por los demás, antes de la aparición repentina del Corazón de oro y Zaphod Beeblebrox, cuyos motivos para venir a la Tierra se explican más adelante. Al volver a bordo del barco descubren que la segunda cabeza de Zaphod, ahora llamada Cerebro Izquierdo, que es independiente y que actúa como capitán de la nave, sustituyendo a Eddie. En una discusión sobre la lógica de la improbabilidad del Corazón de oro y los 2 escapes de la Tierra a punto de destruirse de Arthur, Ford accidentalmente congela a Cerebro Izquierdo y por lo tanto impide que la nave los transporte.
Son, finalmente, aunque con rudeza a Zaphod, llevados a la seguridad por Wowbagger, el infinitamente prolongado, su repentina llegada debido a su intento de matar el tiempo insultando a los terrícolas. Enojado por los insultos de Wowbagger, Zaphod se compromete a tratar de obtener la muerte para Wowbagger, algo que él también desea mucho. Para tratar de lograr que esto deben buscar a Thor, una de clase dios tipo A y un viejo conocido de Zaphod, y a ver si un ser de que el poder es capaz de matar a un ser inmortal. Mientras tanto, Prostetnic Vogon Jeltz cumple finalmente con haber destruido todas las Tierras de todos los puntos del eje de probabilidad, pero luego se enfada al oír rumores de una colonia de terrícolas vivos cerca y creado por la gente de Magrathea, y pone en marcha para destruirlos. Arthur intenta que Wowbagger detenga a los Vogones.
En la nueva colonia de la tierra está gobernada por el único irlandés Hillman Hunter este está buscando un nuevo Dios para el planeta Nano, conservando al final solo Gaia o Cthulhu, a fin de mantener Hillman cargo debido a la Divina Providencia.
En otro lugar, tras haber alcanzado el planeta santo Asgard donde vive Thor se disparan cámaras de aire, se burla, y sobre todo ve lo no muy bien que son tratados por los dioses, aterrizando en el planeta. Mientras tanto el hijo de Jeltz, Constant Mown, está haciéndose pasar por Vogon, mientras que en realidad quiere salvar a los seres humanos. Wowbagger y Random entran en una discusión y ella finalmente se termina drogando con "tubos" de Wowbagger. Después Trillian y Wowbagger pelean, pero al final se dan un beso.
Random es la que esta más impresionada con su madre y Wowbagger, quejándose con Ford, que está gastando más de lo que lo que debería con la tarjeta de su Jefe. Después de tratar de tranquilizar a Random, se marcha con calma y dulzura, solo para irritarse al ver que Random solo quiere ocupar su tarjeta para comprar. Después de tratar de tranquilizar al Random, la cual se marcha agradecida y dulce, solo quería comprar con la tarjeta de Ford sin límite. En otra parte de la nave, Arthur reflexiona con el computador a bordo de Wowbagger borrándole de la memoria los recuerdos de Fenchurch.